# Sapria himalayana
Sapria himalayana — вид рослин родини рафлезієві (Rafflesiaceae).

## Поширення
Вид поширений на північному сході Індії, в М'янмі, Таїланді і В'єтнамі. Його природним середовищем проживання є вічнозелені ліси на висотах від 800 до 1450 метрів.

## Будова
Паразитична рослина, що повністю залежить від хазяїна (ліани з родів Vitis і Tetrastigma). Воду, поживні речовини та продукти фотосинтезу рослина висмоктує через спеціалізовану кореневу систему, звану гаусторію, яка приєднана як до ксилеми, так і до флоеми рослини-господаря. Квітки завширшки близько 20 см, дводомні та одностатеві. Вони мають 10 приквітків, яскраво-червоного кольору, покриті сірково-жовтими плямами. Квіти з'являються над землею, цвітуть 2–3 дні і мають гнильний запах. Оцвітина — колокольчаста. Чоловічі квіти мають 2-лускові пильовики, широко еліпсоїдні, нерозмиті верхівковими порами; верхівкова купулярна основа тіла опукла; гіностегій криваво-червоний. Жіночі квітки мають увігнуту основу горбистого тіла зі стерильними тичинками. Гіностегій міцніший за тичинки. Цвітіння відбувається в період із серпня по вересень з наступним плодоношенням взимку. Після цвітіння квітка в'яне і стає темним кольором, а згодом повільно розкладається. Плоди набряклі і увінчані оцвітиною. Насіння має розмір виноградного плоду і чорнувато-коричневий колір.